# Julia Rohde
Julia Rohde (ur. 13 maja 1989 w Görlitz) – niemiecka sztangistka, brązowa medalistka mistrzostw Europy.
Dwukrotnie zdobywała brązowe medale mistrzostw Europy - w 2008 i 2011 roku. Startowała na igrzyskach olimpijskich w Pekinie, zajmując 7. miejsce z wynikiem 185 kg w dwuboju.

## Wyniki
| Rok  | Zawody               | Miasto             | Miejsce | Kategoria | Wynik  |
| ---- | -------------------- | ------------------ | ------- | --------- | ------ |
| 2007 | Mistrzostwa Europy   | Strasburg          | 11      | do 58 kg  | 183 kg |
| 2008 | Mistrzostwa Europy   | Lignano Sabbiadoro | 3       | do 53 kg  | 188 kg |
| 2008 | Igrzyska olimpijskie | Pekin              | 7       | do 53 kg  | 185 kg |
| 2010 | Mistrzostwa świata   | Antalya            | 10      | do 53 kg  | 192 kg |
| 2011 | Mistrzostwa Europy   | Kazań              | 3       | do 53 kg  | 187 kg |